# فرانز أبروميت
فرانز أبريوميت (بالألمانية: Franz Abromeit)‏ (من 8 أغسطس 1907 إلى 30 يونيو 1964) ضابطًا في قوات الأمن الخاصة وضابطًا في مكتب الأمن الرئيسي للرايخ. 

## سيرة شخصية
ولد أبروميت في تيلسيت، وفي شبابه كان تاجر جلد. انضم أبروميت إلى الحزب النازي (برقم عضوية 329305) وشوتزشتافل (عضو رقم 272353). في عام 1937 أصبح SS- أونتشتونفوهرر، وفي عام 1938 إس إس- اوبرستورموهر وفي عام 1940 إس إس- هوبتستثرمفهرر. من 1939 إلى 1941 شغل منصب رئيس قسم الشرطة الأمنية الخاص بإخلاء البولنديين واليهود الذين أجبروا على إعادة التوطين من دانزيج وبروسيا الغربية.
من عام 1942 كان مستشارًا يهوديًا لكرواتيا في القسم اليهودي (IVB4) في مكتب الأمن الرئيسي للرايخ تحت قيادة SS- Obersturmbannfürer أدولف أيخمان.  تم ترحيل 5500 يهودي وقتل معظمهم. في عام 1944 كان يعمل مع ايخمان، وديتر ويسليكن وثيودور دانيكر وHermann Krumey [الإنجليزية]، وسيغفريد سيدل وفرانز نوفاك في المجر، لنظر في ترحيل اليهود في معسكرات الاعتقال في أوشفيتز. تم ترحيل أكثر من 430,000 يهودي من المجر، وتم إبادة حوالي 200000 منهم عند وصولهم. 
هرب من ألمانيا مع انتهاء الحرب العالمية الثانية وكان يعتقد أنه ذهب إلى مصر. في عام 1964 أعلن عن موته.

## الأدب
- إرنست كلي : Das Personenlexikon zum Dritten Reich ؛ فيشر، فرانكفورت، 2003 (ردمك 3-10-039309-0)